# Stjepan Ljubić
Stjepan Ljubić, zvan Vojvoda (Virje, 11. kolovoza 1906. – Zagreb, 14. kolovoza 1986.), hrvatski biciklist. Bio je prvi hrvatski profesionalni biciklist (1936-1938.) te 1936. godine u skupini prvih Hrvata koji su nastupili na Tour de Franceu.
Utemeljio je tradicionalne utrke Alpe - Adria i Kroz Hrvatsku i Sloveniju te organizirao jedino izdanje povijesne utrke Trst - Varna.
Kao reprezentativac Kraljevine Jugoslavije se natjecao na Olimpijskim igrama 1928. u cestovnoj utrci na 168 kilometara pojedinačno, a osvojio je 48. mjesto. Na istim OI je ekipno osvojio 13. mjesto.
Bio je član bjelovarskih BOŠK-a i Sokola te zagrebačkog Građanskog.